# Lentille explosive
Pour les articles homonymes, voir Lentille.

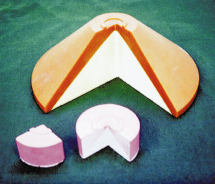
Lentilles explosives modernes. Les parties colorées sont les explosifs rapides alors que les blanches sont les explosifs lents.

Dans une arme nucléaire à implosion (comme Fat Man), les lentilles explosives polygonales sont disposées autour du cœur sphérique de la bombe. 32 « points de mise à feu » sont visibles. Il existe d'autres conceptions avec 96 « points de mise à feu » alors que d'autres en ont seulement 2.

Une lentille explosive, utilisée par exemple dans les armes nucléaires, est un type spécial de charge creuse. En général, elle est composée de plusieurs charges explosives qui sont façonnées de façon à modifier la forme de l'onde de détonation qui la traverse, d’une manière similaire à l'effet d'une lentille optique sur la lumière. Les charges ont des taux de détonation différents ; certaines sont dites « rapides », d'autres « lentes ». Pour convertir le front d'onde sphérique en expansion en un front sphérique convergent et continu entre les explosifs rapides et lents, la forme de l’enveloppe doit être un hyperboloïde. Pour convertir un front sphériquement divergeant en front plan, l’enveloppe doit être un paraboloïde, etc. Plusieurs formes peuvent être mises en œuvre pour réduire les aberrations (écarts par rapport à la forme voulue) du front d'onde final.

## Utilisations dans les armes nucléaires
Dans une arme nucléaire, un réseau de lentilles explosives est utilisé pour modifier les différents fronts de détonation divergents approximativement sphériques en une unique onde convergente sphérique. L'onde convergente est ensuite utilisée pour faire s’effondrer différentes coques (comme un réflecteur de neutrons par exemple) et comprime finalement le noyau de matière fissile pour le mettre rapidement dans un état prompt critique (en). Elles sont généralement usinées à partir d'un explosif en poudre polymérisé et d’un insert inerte, appelé « façonneur d'onde », qui est souvent une mousse dense ou un plastique, mais de nombreux autres matériaux peuvent être utilisés. D’autres lentilles explosives, la plupart anciennes, ne comprennent pas un façonneur d'onde, mais utilisent deux types d'explosifs qui ont des vitesses de détonation significativement différentes, dans la plage de vitesse 5 à 9 km/s. L'utilisation d’explosifs à faible et à haute vitesse de détonation crée une onde de détonation sphérique convergente qui comprime le cœur. Les lentilles de Gadget (première bombe atomique) utilisées dans l'essai atomique Trinity et Fat Man larguée sur Nagasaki utilisaient le baratol comme explosif lent et la composition B comme explosif rapide, mais d'autres combinaisons peuvent être utilisées.

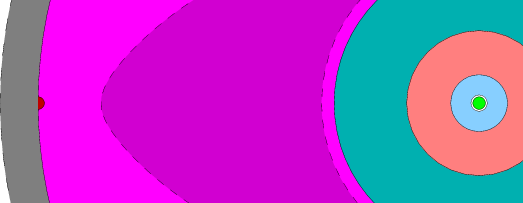
Section de Gadget de l'essai atomique Trinity. L’alternance des explosifs rapide et lent (en violet) constitue les lentilles explosives qui compriment le noyau sphérique jusque dans un état critique.

L'illustration à gauche représente une coupe transversale d'un élément polygonal. Les éléments sont assemblés pour former un dispositif sphérique. Le détonateur à fil explosant à gauche crée une onde de choc semi-sphérique dans l'explosif à haute vitesse situé à l’extérieur (en rose). Elle est semi-sphérique, car le détonateur agit comme un détonateur ponctuel. Alors que l’onde est transférée à l'explosif intérieur (en bleu), qui a une forme précise, une nouvelle onde sphérique — centrée sur l'objet — est formée. Le bon fonctionnement de ce dispositif dépend de l'ignition simultanée de l'onde dans chaque élément, de l'uniformité et de la précision de la vitesse de l'onde, et de l'exactitude et de la précision de la forme de l'interface entre les deux explosifs.
Une série d'expériences a été réalisée en 1944 et 1945 dans le cadre du Projet Manhattan pour développer des lentilles générant une implosion satisfaisante. L'un des essais les plus importants a été la série d'expériences RaLa (en).
Initialement, un ensemble de 32 « points de mise à feu » fut utilisé (qui était équipé chacun d’une paire de détonateurs à fil explosé). Plus tard, un ensemble de 96 « points de mise à feu » fut testé, avec l'objectif d'obtenir un ensemble plus compact avec de meilleures performances. Enfin, avec le succès du dispositif Swan, un ensemble avec deux « points de mise à feu » est devenu réalisable. Swan utilise un système de « lentille à air » couplé à des charges creuses et devint la base de tous les nouveaux modèles américains, aussi bien nucléaires que thermonucléaires, car de petite taille, léger et d’une fiabilité et d’une sécurité exceptionnelles, et utilisant moins de matériaux stratégiques que les autres conceptions.